# Пилипецька сільська рада
Пилипецька сільська рада — колишній орган місцевого самоврядування у Міжгірському районі Закарпатської області з адміністративним центром у с. Пилипець.

## Населені пункти
Сільській раді підпорядковані населені пункти:
- с. Пилипець
- с. Подобовець
- с. Розтока

## Склад ради
Рада складається з 16 депутатів та голови.

## Керівний склад сільської ради
| ПІБ                     | Основні відомості                                                                                 | Дата обрання | Дата звільнення |
| ----------------------- | ------------------------------------------------------------------------------------------------- | ------------ | --------------- |
| Костюк Ганна Василівна  | Сільський голова, 1952 року народження, освіта, позапартійна                                      | 26.03.2006   | 31.10.2010      |
| Кривка Федір Васильович | Сільський голова, 1953 року народження, освіта вища, безпартійний                                 | 31.10.2010   | 25.10.2015      |
| Готра Василь Васильович | Сільський голова.1980 року народження, освіта вища, безпартійний, приватний підприємець, адвокат. | 25.10.2015   |                 |

Примітка: таблиця складена за даними джерела на сайті Верховної Ради України

## Населення
Згідно з переписом УРСР 1989 року чисельність наявного населення сільської ради становила 2094 особи, з яких 1001 чоловік та 1093 жінки.
За переписом населення України 2001 року в сільській раді мешкало 1907 осіб.

### Мова
Розподіл населення за рідною мовою за даними перепису 2001 року:
| Мова       | Відсоток |
| ---------- | -------- |
| українська | 99,79 %  |
| російська  | 0,21 %   |